# Maják Salacgrīva
Maják Salacgrīva, lotyšsky Salacgrīvas bāka, je bývalý maják v přístavu města Salacgrīva v Kraji Limbaži regionu Vidzeme. Nachází se u ústí řeky Salaca do Rižského zálivu Baltského moře.

## Další informce
Maják, který je na pravém břehu řeky Salaca, byl postaven v roce 1933 a jeho provoz byl ukončen v roce 1970, kdy byl nahrazen novějším majákem. Je to červenobílá čtyřhranná zděná věž výšky 8,5 m s ochozem. Maják byl postaven s ohledem na skutečnost, že kvůli četným mělčinám bylo pobřeží mezi městy Salacgrīva a Ainaži nejnebezpečnější oblastí pro plavbu na celém pobřeží Rižského zálivu. Dnes maják plní funkci neoficiálního symbolu města. Maják se také objevil na lotyšské poštovní známce z roku 2014.

## Galerie

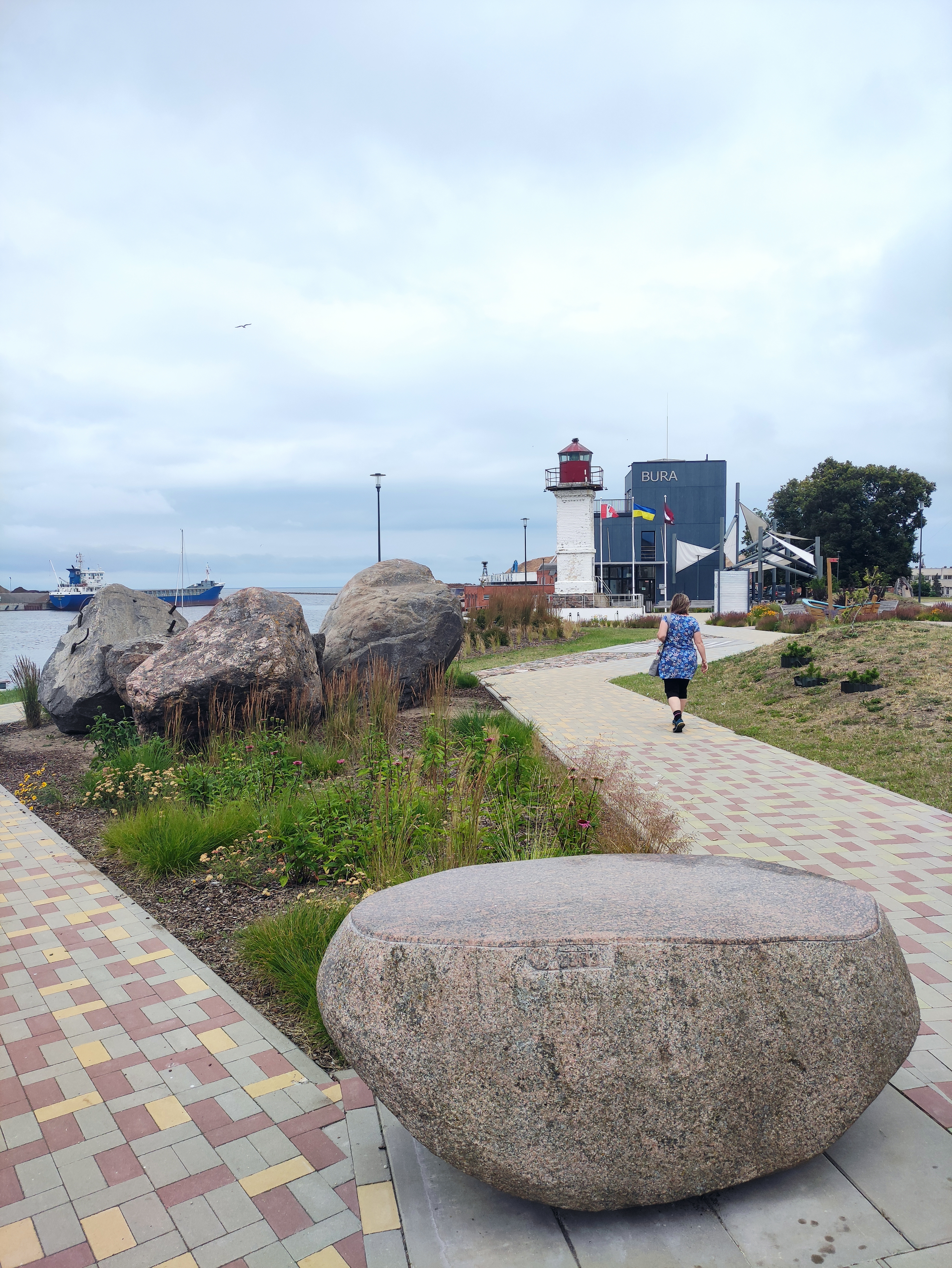
Cesta k majáku